# Уатонуан (окръг, Минесота)
Окръг Уатонуан (на английски: Watonwan County) е окръг в щата Минесота, Съединени американски щати. Площта му е 1140 km², а населението - 11 876 души (2000). Административен център е град Сейнт Джеймс.